# کریس گاوتیر
کریس گاوتیر (انگلیسی: Chris Gauthier) (۲۷ ژانویهٔ ۱۹۷۶ – ۲۳ فوریهٔ ۲۰۲۴) یک هنرپیشه اهل کانادا بود.
از فیلم‌ها یا برنامه‌های تلویزیونی که وی در آنها نقش داشته است می‌توان به اسکوبی-دو ۲، فردی علیه جیسون، ۴۰ روز و ۴۰ شب،  ادیسون، اثر پروانه‌ای ۲ و مسافر اشاره کرد.